# Hypselothyrea albifascia
Hypselothyrea albifascia är en tvåvingeart som beskrevs av Toyohi Okada 1980. Hypselothyrea albifascia ingår i släktet Hypselothyrea och familjen daggflugor.
Artens utbredningsområde är Sarawak. Inga underarter finns listade i Catalogue of Life.